# Марау
Марау (порт. Marau) — муниципалитет в Бразилии, входит в штат Риу-Гранди-ду-Сул. Составная часть мезорегиона Северо-запад штата Риу-Гранди-ду-Сул. Входит в экономико-статистический микрорегион Пасу-Фунду. Население составляет 40 006 человек на 2008 год. Занимает площадь 649,300 км². Плотность населения — 50,8 чел./км².

## Население
| 2000   | 2010    | 2020    | 2021    | 2022    |
| ------ | ------- | ------- | ------- | ------- |
| 28 361 | ↗36 364 | ↗44 858 | ↗45 523 | ↘45 124 |

## История
Город основан 28 февраля 1955 года.

## Статистика
- Валовой внутренний продукт на 2003 год составляет 928 678 723,00 реалов (данные: Бразильский институт географии и статистики).
- Валовой внутренний продукт на душу населения на 2003 год составляет 30 077,69 реалов (данные: Бразильский институт географии и статистики).
- Индекс развития человеческого потенциала на 2000 год составляет 0,830 (данные: Программа развития ООН).

1. 1 2  Tabela 9605 - População residente, por cor ou raça, nos Censos Demográficos
2. ↑  Tabela 202 - População residente, por sexo e situação do domicílio
3. ↑  Перепись населения Бразилии (2010)
4. ↑  https://www.ibge.gov.br/estatisticas/sociais/populacao/9103-estimativas-de-populacao.html
5. ↑  https://www.ibge.gov.br/estatisticas/sociais/populacao/9103-estimativas-de-populacao.html?edicao=31451